# Symphonie no 27 de Joseph Haydn
« Hermannstädter »
Pour les articles homonymes, voir Symphonie no 27.
La Symphonie no 27 en sol majeur, Hob. I: 27, « Hermannstädter » est une symphonie du compositeur autrichien Joseph Haydn, qui a été composée avant 1760.

## Historique
La symphonie Hob. I: 27 a été composée entre 1757 et 1760 alors que Joseph Haydn était employé chez le comte Morzin.
En 1946, une copie d'une symphonie supposée inconnue de Joseph Haydn a été découverte dans la résidence d'été de Samuel von Brukenthal à Freck près de la ville d'Hermannstadt (aujourd'hui Sibiu) en Transylvanie. Elle a été datée de 1786 et a été "créée" le 29 janvier 1950 à Bucarest. Au début, on pensait que c'était une découverte originale et la symphonie a reçu le surnom Hermannstädter après avoir été enregistrée par Constantin Silvestri. En raison du climat politique en Europe de l'Est après la Seconde Guerre mondiale, il a fallu un certain avant que les musicologues puissent examiner le manuscrit et se rendre compte qu'il s'agissait d'une copie d'une œuvre publiée par Breitkopf & Hartel en 1907.

## Orchestration
L'œuvre est écrite pour 2 hautbois, 2 bassons, 2 cors, cordes et continuo.

## Analyse
La forme de cette symphonie est celle de la symphonie classique en trois mouvements:
1. Allegro molto, en sol majeur, à , 108 mesures, sections répétées 2 fois : mesures 1 à 41, mesures 42 à 108
2. Andante : Siciliano, en do majeur, à 
, 49 mesures, sections répétées 2 fois : mesures 1 à 17, mesures 18 à 49
3. Presto, en sol majeur, à 
, 112 mesures, sections répétées 2 fois : mesures 1 à 43, mesures 44 à 112

Durée : 15 minutes

### Allegro molto
La structure est celle d'une forme-sonate bithématique.
Premier thème :
Second motif (exposé par les altos, mesure 18) :

### Andante: Siciliano
Les cordes seules jouent en sourdine.
Thème :

### Presto
Le finale est en sol majeur. Le mouvement est résolument monothématique.
Thème :
Passage en sol mineur (mesure 47)

### Œuvre dérivée
Quand la ville roumaine de Sibiu a mandaté Franz Koglmann pour écrire une œuvre, il a incorporé cette Symphonie de Haydn à un enregistrement vocal d'Emil Cioran, et l'a intitulé « Nocturnal Walks ».

## Discographie
- Nicolaus Esterházy Sinfonia - Direction Béla Drahos - CD chez Naxos.
- Philharmonie Romaine - Direction Vilmos Tátrai.
- Orchestre Haydn de Trent et Bolzano - Direction Peter Burwik, avec Koglmann « Nächtliche Spaziergänge »
- Märzendorfer en Long Play